# Bifidobacterium
Bifidobacterium é um gênero de bactéria anaeróbica e atua como um probiótico beneficente para a saúde humana. As Bifidobactérias são uns dos maiores grupos de bactéria que compõe a microbiota intestinal; estas residem no cólon e promovem benefícios para a saúde de seus hospedeiros. Bifidobactérias estão associadas a uma menor incidência de alergias (Björkstén et al., 2001) e também com a prevenção do crescimento de algumas formas de tumor (Guarner e Malagelada, 2003).
Antes da década de 1960 estas espécies eram conhecidas coletivamente como Lactobacillus bifidus.
As bifidobactérias são conhecidas como microrganismos probióticos, ou seja, que trazem benefícios à flora intestinal e podem estar presentes em alguns alimentos industrializados. São importantes na prevenção do câncer, doenças gastrintestinais e outros.

## Espécies
B. adolescentis

B. angulatum

B. animalis

B. asteroides

B. bifidum

B. boum

B. breve

B. catenulatum

B. choerinum

B. coryneforme

B. cuniculi

B. denticolens

B. dentium

B. gallicum

B. gallinarum

B. indicum

B. infantis

B. inopinatum

B. lactis

B. longum

B. magnum

B. merycicum

B. minimum

B. pseudocatenulatum

B. pseudolongum

B. pullorum

B. ruminantium

B. saeculare

B. subtile

B. suis

B. thermacidophilum

B. thermophilum